# Улахан-Кюёль (Чурапчинский улус)
Улаха́н-Кюёль (якут. Улахан Күөл) — село в Чурапчинском улусе Якутии России. Входит в состав Сыланского наслега.

## География
Находится в таёжной зоне, в 58 км от улусного центра Чурапчи, в 12 км от центра наслега Усун-Кюёль.

## История
Согласно Закону Республики Саха (Якутия) от 30 ноября 2004 года N 173-З N 353-III село вошло в образованное муниципальное образование Сыланский наслег.

## Население
| 2002 | 2010 | 2021 |
| ---- | ---- | ---- |
| 136  | ↘135 | ↗142 |

## Улицы
В селе имеется одна улица: Мельничная.

## Ссылка
- ЧУРАПЧИНСКИЙ УЛУС. СЫЛАНСКИЙ НАСЛЕГ. МСУ «Наша Арктика». Дата обращения: 31 мая 2015. Архивировано из оригинала 4 марта 2016 года.
- Лист карты P-53-061.